# エトはメリーゴーランド
「エトはメリーゴーランド」は、1992年12月 - 1993年1月に、NHKの音楽番組『みんなのうた』で放送された楽曲。作詞：小黒恵子、作曲：田中星児、編曲：高島明彦、歌：田中星児、東京放送児童合唱団。

## 概要
- 「僕」の家族4人を、僕：子（ネズミ）、パパ：丑（ウシ）、ママ：午（ウマ）、兄ちゃん：未（ヒツジ）と、十二支（干支）の動物に例えて、12年で干支が1周する事から、遊園地などにある乗り物「メリーゴーランド」になぞらえた楽曲である。
- 初回放送当時から4人家族の生まれ年を推定した場合、僕：1984年生まれ、パパ：1949年生まれ、ママ：1954年生まれ、兄ちゃん：1979年生まれである。
- 同番組で使用されたアニメーションの映像は、番組初参加の鈴木欽一郎が製作を手掛けた。
- この楽曲を歌った田中星児の『みんなのうた』出演は、今回で8回目である[注 2]。曲は基本的に田中星児がソロで歌い、東京放送児童合唱団はサビの一部分をコーラスで歌う形で登場する。
- 初回から1年後の1993年12月 - 1994年1月に初めて再放送され、14年後の2007年12月 - 2008年1月にも再放送された。その後も定期的に再放送されている。

## 収録作品
- 放送で使われた映像は2011年10月21日にNHKエンタープライズから発売されたDVD「NHKみんなのうた 第10集」で視聴する事が出来る。
- 音源は日本コロムビアから発売されたみんなのうた関連のアルバムや子供向けの学習ソングのCDに収録されていることが多い。
  - 《NHKみんなのうた関連のアルバム》『一例』 NHKみんなのうたベスト40こころ歌・つながり歌（2012年）等に収録。この他にも多数収録。
  - 《子供向け学習ソング》『一例』歌って！覚える暗記ソング♪九九のうた～英語🌟都道府県名🌟歴史～（2014年）等に収録。この他の学習アルバムにも多数収録。レーベル:ムジカインドウ/日本コロムビア
- カバーバージョンとして『マジンガーZ』等で有名なアニソン歌手の水木一郎も、この曲を歌っている。

## その他
- 作曲者についてはNHKサイドは「田中星児」（NHKみんなのうた 全曲リスト、JASRAC作品データベース）であるが、音楽分野で使われる教育研究社が発行した楽譜集『新版・歌の森』[1]、教育研究社が発売したアルバムCD『クラスでクラブで たのしく歌おう合唱CD 2』[2]、歌詞検索サイト『UtaTen』掲載情報[3]）では、1991年12月 - 1992年1月に同番組で田中星児と東京放送児童合唱団が歌唱した『ジャガイモジャガー』の作曲者「中山竜」としている[注 3]。
- お笑いコンビダンビラムーチョの漫才「オリジナルゲーム」のネタ中に本曲を歌う場面がある。奇しくも本曲の再放送が行われた2023年12月に初のM-1グランプリ決勝進出を果たした。